# Наґатомі Кейко
Наґатомі Кейко (нар. 22 листопада 1974) — колишня японська тенісистка.
Найвищу одиночну позицію світового рейтингу — 271 місце досягла 12 травня 1997, парну — 143 місце — 16 листопада 1998 року.
Здобула 4 одиночні та 12 парних титулів.

## Фінали ITF
| турніри $25,000 |
| турніри $10,000 |

### Одиночний розряд: 5 (4–1)
| Результат | Ранг | Дата            | Турнір                | Покриття | Суперниця       | Рахунок       |
| --------- | ---- | --------------- | --------------------- | -------- | --------------- | ------------- |
| Перемога  | 1.   | 25 липня 1994   | ITF Роаноук, США      | Тверде   | Крістіна Бранді | 7–6, 6–3      |
| Перемога  | 2.   | 13 травня 1996  | ITF Пекін, КНР        | Тверде   | Вень Юань       | 2–6, 6–1, 6–3 |
| Перемога  | 3.   | 30 вересня 1996 | ITF Ibaraki 1, Японія | Тверде   | Іноуе Майко     | 6–4, 6–4      |
| Перемога  | 4.   | 7 жовтня 1996   | ITF Ibaraki 2, Японія | Тверде   | Дженні Енн Фетч | 6–2, 6–4      |
| Поразка   | 1.   | 21 жовтня 1996  | ITF Кіото, Японія     | Тверде   | Асагое Сінобу   | 2–6, 4–6      |

### Парний розряд: 15 (12–3)
| Результат | Ранг | Дата             | Турнір                          | Покриття | Партнерка     | Суперниці                         | Рахунок          |
| --------- | ---- | ---------------- | ------------------------------- | -------- | ------------- | --------------------------------- | ---------------- |
| Перемога  | 1.   | 28 червня 1993   | ITF Коламбія, США               | Тверде   | Міка Тодо     | Хосокі Юко Наоко Кадзімута        | 7–5, 6–4         |
| Поразка   | 1.   | 11 жовтня 1993   | ITF Куросіо, Японія             | Тверде   | Кукі Мадока   | Ісіда Кейко Фуміко Ямадзакі       | 2–6, 0–6         |
| Перемога  | 2.   | 9 травня 1994    | ITF Bandar Seri Begawan, Бруней | Тверде   | Фукуда Анорі  | Іраваті Моерід Бенджамас Сангарам | 7–6(5), 6–3      |
| Перемога  | 3.   | 2 жовтня 1995    | ITF Ibaraki 1, Японія           | Тверде   | Сасано Йосіко | Труді Мусгрейв Урабе Намі         | 6–0, 7–6(5)      |
| Перемога  | 4.   | 9 жовтня 1995    | ITF Ibaraki 2, Японія           | Тверде   | Сасано Йосіко | Джейн Чі Мінді Вейнер             | 6–2, 6–2         |
| Перемога  | 5.   | 30 вересня 1996  | ITF Ibaraki 1, Японія           | Тверде   | Танака Юка    | Ісіда Кейко Ядзава Кійоко         | 3–6, 6–3, 7–5    |
| Поразка   | 2.   | 13 жовтня 1996   | ITF Ibaraki 2, Японія           | Тверде   | Танака Юка    | Гейл Біггс Ліза Макші             | 7–5, 3–6, 3–6    |
| Поразка   | 3.   | 20 жовтня 1996   | ITF Куґаяма, Японія             | Тверде   | Ядзава Кійоко | Гейл Біггс Ліза Макші             | 0–6, 2–6         |
| Перемога  | 6.   | 27 жовтня 1996   | ITF Кіото, Японія               | Килим    | Танака Юка    | Гейл Біггс Ліза Макші             | 7–6(4), 2–6, 6–2 |
| Перемога  | 7.   | 17 березня 1997  | ITF Нода, Японія                | Тверде   | Хосокі Юко    | Чхой Йон Ча Чон Мі Ра             | 6–2, 6–2         |
| Перемога  | 8.   | 3 листопада 1997 | ITF Пекін, КНР                  | Тверде   | Ісіда Кейко   | Чень Цзінцзін Ї Цзін-Цянь         | 7–6(4), 1–6, 6–3 |
| Перемога  | 9.   | 16 березня 1998  | ITF Нода, Японія                | Тверде   | Ісіда Кейко   | Кього Нагацука Обата Саорі        | 3–6, 6–2, 6–3    |
| Перемога  | 10.  | 18 травня 1998   | ITF Спартанбург, США            | Ґрунт    | Ісіда Кейко   | Рената Колбовіч Джессіка Стек     | 3–6, 5–7         |
| Перемога  | 11.  | 25 травня 1998   | ITF Ель-Пасо, США               | Тверде   | Ісіда Кейко   | Кейсі Смеші Сара Вокер            | 6–2, 6–3         |
| Перемога  | 12.  | 1 червня 1998    | ITF Літл-Рок, США               | Тверде   | Ісіда Кейко   | Лі Лі Лі Тін                      | 7–5, 6–1         |